# Николаевская церковь (Голубинская)
Николаевская церковь (Никольская церковь, церковь Святого Николая) — православный храм в станице Голубинской Области Войска Донского, ныне Волгоградской области. В Волгоградской области храм с такой[какой?] архитектурой — единственный.
Адрес: Волгоградская область, Калачёвский район, станица Голубинская, ул. Ленина, 76.

## История
В 1735 году в станице было окончено строительство и освящена деревянная церковь. Из-за ветхости в 1775 году была заложена новая церковь, которая была также деревянной, построенной из соснового леса, с дубовым фундаментом, освящена в 1788 году. В 1800 деревянный дубовый фундамент заменили на каменный. В 1821 году эта церковь сгорела, и была отстроена новая церковь, которая так же сгорела от удара молнии в 1876 году. После этого в станице на средства прихожан была построена каменная церковь, освященная 9 ноября 1891 года. Была она кирпичная, с кирпичной колокольней, крытые листовым железом. Огорожен храм был чугунной оградой на каменном фундаменте, крыта листовым железом. Престол в ней один — во имя Святителя и Чудотворца Николая. С 1782 года священником храма был Дмитриев Григорий.
По штату 1885 года причт состоял из двух священников и двух псаломщиков. Церковь находилась от консистории — в 360 верстах, от местного благочинного живущего в станице Качалинской — в 50 верстах. Близлежащие к Никольскому храму церкви: Троицкая хутора Вертячего — в 25 верстах, Успенская слободы Мариновки — в 20 верстах, Николаевская хутора Калач — в 17 верстах и Покровская хутора Осиновского — в 25 верстах.
В приходе Николаевской церкви имелась церковно-приходская школа (открыта она 14 ноября 1893 года), учащихся в школе — 50 девочек. Министерское училище в станице существовало с 1861 года.
Во время Великой Отечественной войны станица была захвачена немецкими войсками. Так сообщал писатель Пётр Иванович Селезнёв (1925—2003) в своей книге «Южный крест» о впечатлениях командующего 6-й армией Фридриха фон Паулюса, некоторое время находившегося в станице Голубинской, от Николаевского храма:

«Двадцать первого ноября генерал Паулюс покинул станицу Голубинскую. Два „Физилер-Шторха“ поднялись со штабного аэродрома, пересекли Дон, взяли курс на юг, на станицу Нижне-Чирскую. Летели низко. Паулюс воротил голову в сторону, смотрел на густую россыпь станичных домиков, на задонские бугры; почему-то боялся потерять из виду церковную колокольню. Словно все ещё надеялся понять, определить… Даже с самолёта она виделась высокая, огромная, нестерпимо русская. Все дни, все недели, пока командный пункт армии находился в Голубинской, его тянуло к этой русской церкви. Прогуливаясь, оказывался вдруг рядом; смотрел на церковь из окна дома, даже мысленно видел… И привлекала его не старинная кладка, не изящество строгих линий и уж, конечно, не религиозные мотивы. Только сейчас, в самолёте, понял, что тянуло его чувство страха. От русской церкви исходило вековое, что-то необъяснимо огромное. Страшное заключалось в этой необъяснимости. Её нельзя, невозможно преодолеть. Ощущение российской незыблемости исходило от огромных тесаных камней цоколя, от темного, угрюмоватого жженого кирпича, от ровных, словно по линейке отбитых швов. Всякий раз генерала Паулюса тянуло взглянуть вверх, увидеть шпиль и медный колокол. Звонница высокая, прямая, строгая, а колокол висел тяжелый, молчаливый, грозный. Больше всего Паулюс боялся смотреть вверх. Ему казалось, что вот-вот колокол бухнет, ударит, загудит литой медью. Никто не знает, в какой момент земля дрогнет, перевернется и рухнет. Когда ударит колокол?».

Здание церкви сохранилась в советское время, но была разграблена и находилась в заброшенном состоянии. После распада СССР, в 1994 году, в станице был создан новый современный приход. Храм восстанавливается. В настоящее время службы ведутся в маленьком молельном доме, оборудованном в одном из частных домов рядом с храмом. Настоятель — протоиерей Николай Пырков.